# Ху (Єгипет)
Ху, Хув або Хів (араб. هُو, копт. ϩⲱ, ϩⲟⲩ) — сучасна назва єгипетського міста на Нілі, яке в давніші часи було столицею 7-го Ному Верхнього Єгипту.
Ном називався Сешешет (Сіструм). Головне місто називалося Ху(т)-секхем (єгипет. Ḥw.t-Sḫm), яке стало скорочено називатися Ху. Це призвело до появи арабського імені Хув.
За часів Птолемеїв місто називалося Діосполь Мікра ( Διὸς πόλις Μικρά, латиніз. lesser city of Zeus) у порівнянні з Фівами, Єгипет, відомими як Діосполіс Мегале, «велике місто Зевса». Його також називали Діосполіс Суперіор (Верхнє місто Зевса) порівняно з Діосполісом Нижнім (Нижнє місто Зевса) в дельті Нілу.

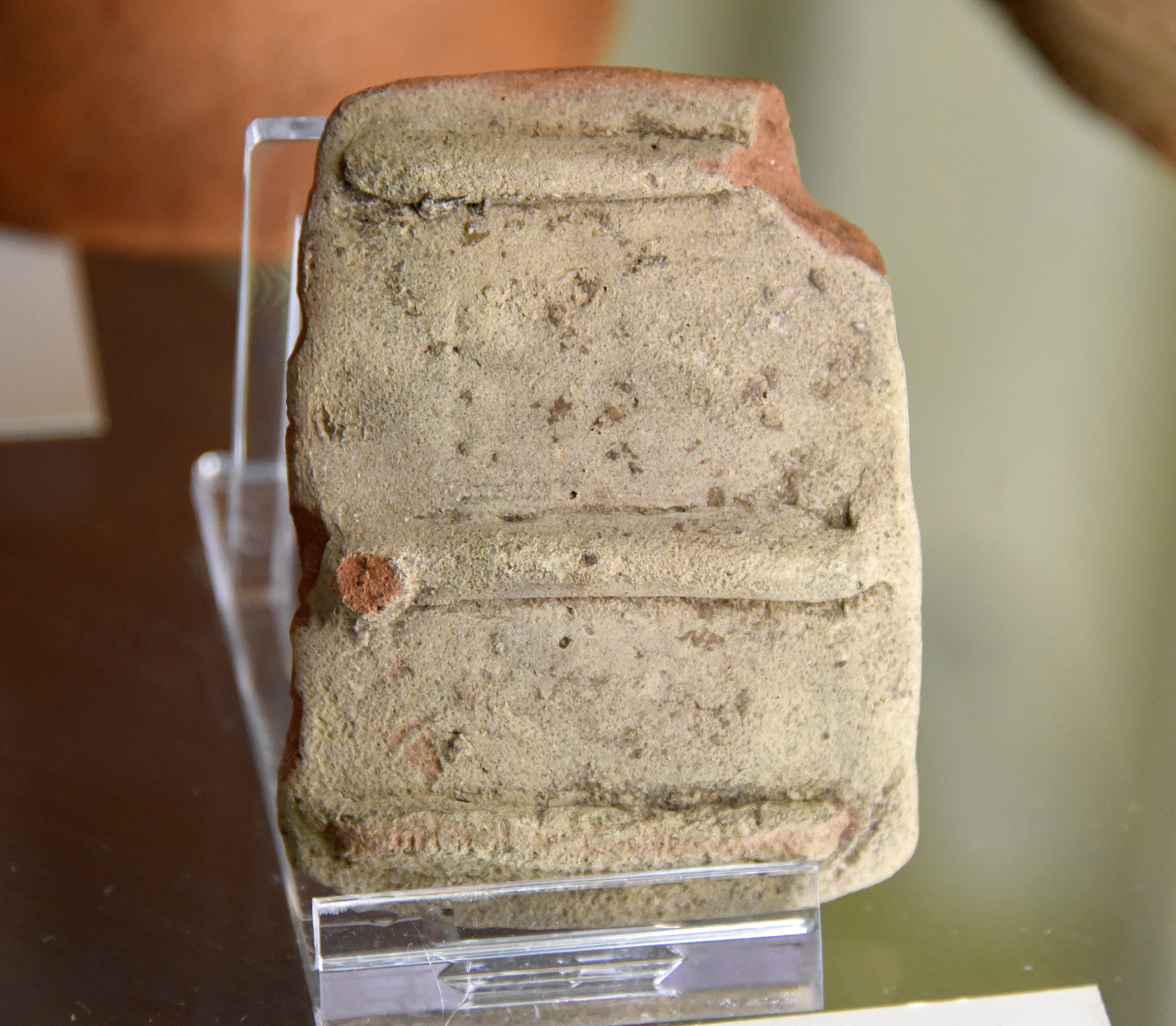
Фрагмент кераміки, що використовувалася як лампа, імовірно, з цвинтаря другого проміжного періоду на заході в Діосполісі Парва (Хув), Єгипет - Музей єгипетської археології Пітрі, Лондон

## Давня історія
Хув була центром культу, що оточував Бат, богиню в єгипетській міфології. Сіструм, священний інструмент, пов'язаний з нею, часто за формою нагадуючи її, і на честь якого було названо 7-й ном, залишався священним протягом усієї історії Стародавнього Єгипту та проявляється в його мистецтві та ієрогліфах.
| Hwt | t · pr | z · S | m | sxm | Z2 · pr | niwt |

| Hwt | t · pr | z · S | m | sxm | Z2 · pr | niwt |

Богиня Бат залишалася головним божеством, якому там поклонялися принаймні до часів дванадцятої династії, оскільки вона згадується на святилищі, що належало Сенусрету I. До часів Нового царства, за часів вісімнадцятої династії, характеристики Бат були поєднані з характеристиками подібної богині, Хатор, яка потім стала головним божеством, якому поклонялися в Хуві. Раніше вони, можливо, були одним і тим самим божеством.

## Сучасна історія
У 1326 році Ібн Баттута проїхав через Хув, де відвідав шарифа на ім'я Абу Мухаммад Абдаллах аль-Хасані. Коли він дізнався про намір Ібн Баттути здійснити хадж до Мекки через Айдхаб, шариф передбачив, що йому це не вдасться і він дістанеться Мекки лише дорогою через Сирію; він сказав Ібн Баттуті повернутися до Каїра. Ібн Баттута все ж таки вирушив до Айдхаба, але після прибуття він виявив, що місцеві племена беджа, повставши проти намісника мамлюків, вигнали гарнізон міста та затопили кораблі в гавані, не дозволивши нікому відплисти до Хіджазу. Ібн Баттута був змушений повернутися до Каїра. 
Згідно з переписом населення Єгипту 1885 року, Хув було зафіксовано як нахію в окрузі Дішна в губернаторстві Кена; на той час населення міста становило 3958 осіб (2011 чоловіків та 1947 жінок).